# Primal Fear (album)
Primal Fear – debiutancki album niemieckiej grupy heavymetalowej Primal Fear, wydany w lutym 1998. roku, nakładem wytwórni Nuclear Blast. Przez niektórych uważany za "album, który Judas Priest powinni byli nagrać zamiast Jugulatora".
Album zawiera cover Deep Purple "Speedking".

## Lista utworów
1. "Primal Fear" – 0:34
2. "Chainbreaker" – 4:25
3. "Silver And Gold" – 3:11
4. "Promised Land" – 4:23
5. "Formula One" – 4:56
6. "Dollars" – 3:57
7. "Nine Lives" – 3:06
8. "Tears Of Rage" – 6:47
9. "Speedking" – 3:59
10. "Battalions Of Hate" – 3:49
11. "Running In The Dust" – 4:37
12. "Thunderdome" – 3:45

## Skład zespołu
- Ralf Scheepers - wokal
- Tom Naumann - gitara
- Kai Hansen - gitara (gościnnie)
- Mat Sinner - gitara basowa
- Klaus Sperling - perkusja